# Mims Chapel (Marion County)
Mims Chapel ist eine Ortschaft im Marion County im Osten des amerikanischen Bundesstaats Texas.

## Geographie
Mims Chapel liegt rund zehn Kilometer südöstlich der Kleinstadt Avinger an der Landstraße FM 729 am Nordufer des Stausees Lake O' the Pines. Nördlich schließt sich die Streusiedlung Warlock an.

## Geschichte
Die Siedlung Mims Chapel entstand wohl nach 1843, nachdem an dieser Stelle eine Holzkirche, die nach ihrer Lage nahe einem auffälligen Felsen zunächst als The Rock Church bekannt war und später nach den beiden Brüdern John W. und Henry Mims benannt, die die neue methodistische Kirchengemeinde in ihren ersten Jahren tatkräftig unterstützten. 1847 errichtete der Pflanzer Jefferson S. Nash in der neuen Siedlung einen Hochofen, den ersten in ganz Texas, um die Nutzung der Eisenerzvorkommen in der Region voranzutreiben. Innert zehn Jahren wurden hier rund 5 Tonnen Roheisen gewonnen, die unter anderem zu Wagenkästen und Heizöfen weiterverarbeitet wurden, zur Zeit des Sezessionskriegs auch zu Kanonenkugeln für das Konföderiertenheer. Die Unternehmung erwies sich jedoch schon bald als unprofitabel; Anträge auf staatliche Hilfen wurden wiederholt abgewiesen. Gegen Ende des Krieges wurde die Anlage an die George A. Kelly Iron Company verkauft, die die Produktion einstellte und das bewegliche Inventar nach Jefferson verfrachtete. Einzig der Schmelzofen selbst verblieb in Mims Chapel und verfiel zusehends.
Gegen 1890 hatte Mims Chapel rund 25 Einwohner, verfügte über einen Bedarfswarenladen und war Sitz eines Friedensrichters. Ein Postamt wurde bereits 1852 eingerichtet, 1906 aber wieder geschlossen. Auch war Mims Chapel Hauptort eines Schuldistrikts mit je zwei segregierten Schulen für weiße und schwarze Schüler. An der Schulstatistik lässt sich auch ablesen, dass Afroamerikaner zu dieser Zeit die Bevölkerungsmehrheit stellten, 1907 waren 50 weiße und 93 schwarze Schüler eingeschrieben. 1955 gingen die Schulen im Schuldistrikt von Lassater auf. Nach Angaben des Handbook of Texas der Texas State Historical Association stellte sich der Ort in den 1960er Jahren als Streusiedlung dar, hatte aber zwei Kirchen, einen Friedhof und einen Rodeo-Parcours. 1959 wurde der Bau des Staudamms am Big Cypress Creek beendet. Seit sich das Staubecken füllte, liegt Mims Chapel am Ufer des Lake O' the Pines und verfügt heute auch über eine Parkanlage am Seeufer, einen Bootssteg und, etwas weiter südlich, ein Flugfeld; auch die methodistische Kirche, die dem Ort den Namen gab, existiert noch.
Aktuelle Daten zur Einwohnerentwicklung liegen nicht vor, da Mims Chapel vom United States Census Bureau nicht als statistische Einheit erfasst wird.